# Distrito Norte (Granada)
Norte es un distrito municipal de la ciudad de Granada, en España, situado en la zona septentrional de la capital granadina. Está compuesto por los barrios de Almanjáyar, Campo Verde, Cartuja, Casería de Montijo,  Parque Nueva Granada, La Paz y Rey Badis. Norte limita con los distritos de la Chana, Beiro y Albaicín, así como con los términos municipales de Maracena, Pulianas, Jun y Víznar. 
Debido a que el distrito en su totalidad está construido sobre la zona del antiguo Pago de Almanjáyar, en antaño rica tierra para el cultivo, la población granadina se refiere erróneamente al distrito en su totalidad como Almanjáyar o con el sobrenombre de Polígono Norte Almanjáyar. También popularmente ha quedado arraigado el nombre de “El Polígono” a la zona más excluida de los popularmente nombrados Polígono de Almanjayar y Polígono de Cartuja formados por los barrios de Almanjáyar, Rey Badis, La Paz y Cartuja. 

## Historia
En la primera mitad de las décadas de 1960-1970 la ciudad de Granada se ve en la necesidad de alojar a la población damnificada por las inundaciones acaecidas en la ciudad, sobretodo en las casas cuevas del Sacromonte residentes en numerosos barracones temporales y poblaciones chabolistas en la ciudad. Para ello el Instituto Nacional de la Vivienda eligió edificar en el antiguo Pago de Almanjáyar un plan tanto de vivienda libre como vivienda social siguiendo el Plan Nacional de Vivienda sobre construcción de 'polígonos', en un principio planteado como grandes barrios divididos y conectados a través de grandes vías que, a su vez, conectan con la ciudad. A pesar de la excelente elección de la zona para la expansión de la ciudad y de presentar previamente infraestructuras de asfaltado, acera, luz y alcantarillado en determinadas zonas destinadas a la construcción privada, dicho plan fracasó, al igual que en el resto de ciudades españolas que edificaron bajo el concepto de 'polígono', por diferentes motivos. 
En febrero de 1965 se inició la construcción del denominado Polígono de Cartuja constituyendo así el barrio de La Paz en el Polígono de La Paz, que en un principio fue compuesta por viviendas sociales en forma de casas bajas unifamiliares. Fue poblado por los vecinos del barrio de La Virgencica en 1967 para más tarde expandirse con más V.P.O. en forma de viviendas plurifamiliares y bloques. En un principio su estructura de vivienda unifamiliar y calles peatonales estrechas imitaban la estructura típica del histórico barrio del Albaicín pero no sería bien desarrollado ni equipado con las infraestructuras necesarias, además de la modificación de la fisionomía del plan original con la construcción de bloques de pisos que creaban patios y plazas interiores. Tras ello se edificó los bloques y viviendas que conforman el barrio de Cartuja. 
El barrio de Campo Verde nace en 1967 a raíz de la edificación de bloques de pisos por la Asociación Majoniana a través de la Cooperativa de Vivienda Padre Manjón sobre una antigua finca con huertos lejana al centro de la ciudad.
Más adelante en 1973 la urbanización de la zona norte se expande hacia el noreste creando así el Polígono de Almanjáyar y el barrio de Almanjáyar dónde se reubicó a 2770 familias que habían quedado sin hogar tras las inundaciones en el barrio chabolista de La Virgencica y el Sacromonte, alojadas temporalmente en viviendas precarias que, tras la falta de recursos de las familias para su desplazamiento a una nueva vivienda, se constituyen como viviendas permanentes. En 1976 se comienza la estructuración del polígono que fue edificado con una infraestructura correcta de aceras, calles y darros pero tras la construcción de promociones de viviendas sociales y la reubicación de población de carácter humilde con escasos recursos económicos las autoridades competentes abandonan la zona. A pesar de que la localización elegida era óptima por el apropiado valor de los suelos, la decisión de albergar a las clases trabajadoras y otros grupos marginados provocó que las empresas privadas mostraran escaso interés por el proyecto. Así ya en la década de los años 1980 se va ampliando con un gran parque de viviendas públicas inconexas y segregadas. Así en 1981 se entregan las primeras 1.040 viviendas en Molino Nuevo dándo comienzo al barrio de Almanjáyar.
El barrio de Casería de Montijo nace con la construcción de casas y viviendas sociales plurifamiliares edificadas sobre la antigua Casería de Montijo en 1975 atrayendo a la población rural más humilde. Se caracteriza por sus viviendas de altura media y por sus coloridos edificios además de su multiculturalidad.
A raíz de la reubicación de la población de La Virgencica a finales de los años 1970 se inició la expansión del Polígono de Cartuja y la expansión del barrio de La Paz con bloques de pisos. Con la demolición definitiva de La Virgencica en 1982 sus vecinos fueron alojados en Almanjáyar, Rey Badis, La Paz y Cartuja, aunque los vecinos originales de estos barrios ya habían vendido (mayoritariamente de manera ilegal) o traspasado a familiares las viviendas asignadas, provocando que se produjera el desentendimiento de las autoridades competentes y responsables.A principios de los 80 junto a Almanjáyar y originalmente parte del barrio, se edificaron 1000 viviendas de protección oficial en forma de bloque en lo que hoy día administrativamente es Rey Badis, una de las zonas más deprimidas de la ciudad perteneciente al Polígono de Almanjáyar.
A principios de los 80 el Ayuntamiento de Granada comienza una reubicación de la población chabolista residente en suburbios al sur de la ciudad, en su mayoría de etnia gitana provenientes del barrio del Zaidín y su cinturón metropolitano, repartiendose entre Cartuja, Almanjáyar y La Paz. La expansión de la zona por grupos promotores inmobiliarios como OSUNA se finaliza en 1991 configurando los barrios del Polígono de Cartuja y Polígono de Almanjáyar en su totalidad. Las viviendas fueron adjudicadas a familias humildes de muy distinta procedencia y pertenecientes a sectores con muy bajo poder adquisitivo-económico. La zona carecía de equipamientos básicos en la mayoría de viviendas y estaba totalmente aislada del centro de la ciudad con una falta de infraestructuras y vías de acceso que se proyectaron inicialmente pero nunca se acometieron.    
Durante las décadas de 1980-1990 se constituyen los barrios de Joaquina Eguaras y Parque Nueva Granada. El barrio de Joaquina Eguaras se comienza a construir a principios de los 80 con viviendas sociales y finaliza en 1986. Tras su constitución como Asociación de Vecinos aparte en 1988, se dividió en Joaquina Eguaras-Norte, dónde se edificaron las primeras viviendas de carácter social y Joaquina Eguaras-Beiro dónde a principios de los 90 en el entorno del eje marcado por la Avda. Joaquina Eguaras, se produce una vertiginosa construcción de promociones de nuevas viviendas que, atraen a una población más acomodada que finalmente en el año 2008 se unificaría como Joaquina Eguaras y en el año 2011 sería trasladado al Distrito Beiro por lo tanto ya no pertenece al Distrito Norte. 
Por último, el barrio de Parque Nueva Granada se edificó a partir de una promoción de bloques construida en 1977 muy alejados del centro de la ciudad. No fue hasta la década de los 90 cuando se empezó a urbanizar dicha zona y en 2008 arrancó un plan urbanístico con grandes bloques de pisos para una clase acomodada y 400 viviendas sociales, dicho plan coincide con la crisis económica española y no se llega a ejecutar dejando enormes terrenos desurbanizados a medio terminar, con calles que no tienen nombre, aceras y carreteras construidas que no conectan a ningún lado. En dicho barrio se encuentra la Ciudad Deportiva del Granada C.F. 
Se debe tener en cuenta el contexto generado por la arquitectura de emergencia y la construcción de parques de viviendas de protección oficial, denominadas como "polígono", que resultó en un foco de exclusión y marginalidad con el fenómeno del chabolismo vertical propiciado por el desarrollismo español mal comprendido, ejecutado por el Instituto Nacional de la Vivienda y la Obra Sindical del Hogar durante el franquismo y comienzos de la era democrática en el país. Como resultado congregó a una población con hábitos chabolistas, de casa cueva y de entornos rurales a un contexto desconocido como el entorno urbano dónde no podían desarrollar sus oficios tradicionales (agricultura, tratantes de ganado, quincalleros, chatarra, artesanía etc.). En la Zona Norte de Granada surge desde su nacimiento una exclusión del resto de la ciudad e incluso más adelante dentro del propio Distrito Norte a la zona popularmente conocida con los nombres de Polígono de Almajáyar y Polígono de Cartuja, siendo englobados en un todo por su propia población como Polígono Norte o simplemente "El Polígono". Dicha zona se puede considerar como un barrio no oficial compuesto por diferentes zonas marginales de los barrios de Almanjáyar, Rey Badis, Cartuja y La Paz, sobretodo las zonas más al norte y límites como el conocido "Poblado" en Cartuja, los "Pisos Verdes" de la calle Molino Nuevo en Rey Badis, las "Casas bajas" y los bloques de "Columnas" en La Paz, los bloques rojos de Almanjáyar y otras zonas que conectan todas entre sí formando la principal arteria y foco de marginalidad de la ciudad.

### Padre Manjón
Las escuelas del Padre Manjón fueron una figura vital para los barrios de la Zona Norte de Granada. La institución intentó dar respuesta educativa ante el gran absentismo escolar que se sufría, en gran medida por las casas insalubres con humedad que hacían enfermar continuamente a los niños. Intentó erradicar el chabolismo y dar respuesta también a las demandas educativas, religiosas, culturales, médicas y laborales que abrumaban a la población.[cita requerida]
Alentó la convivencia entre la población heterogénea y desagregada, fomentando la colaboración. Defiende que el trabajo digno es imprescindible para que estas familias salgan del estado tan precario en el que se encuentran. Debido a su gran aportación y al trabajo que realizó con estos colectivos, la Corporación de Vecinos del Polígono de Cartuja recibe su nombre.[cita requerida] Dicha institución fue la primera piedra para el actual tejido asociativo de la zona Norte, al igual que la Fundación Educativa Colegio Amor de Dios, cuándo era una zona de reciente creación y desamparada por las instituciones gubernamentales.
Entre los barrios de Campo Verde y Cartuja se encuentra el IES Padre Manjón, clave en la educación del distrito.